# کاکتوس‌های فرشی
کاکتوس‌های فرشی (نام علمی: Grusonia) نام یک سرده از زیرخانواده انجیری‌واران است.